# Eulalija Barcelonska
Eulalija Barcelonska bila je kršćanska djevica i mučenica iz 3. stoljeća koja se štuje kao svetica.

## Životopis
Rođena je u Barceloni u Španjolskoj. Stradala je za vrijeme Dioklecijanovog progona kršćana. Najprije je bila postavljena na lomaču te kasnije raspeta na križ.

## Štovanje
Spomendan joj se slavi 12. veljače.
Njezine se relikvije nalaze u crkvi „Santa Maria del Mar” u Barceloni. Štuju je posebno španjolski mornari.
Posvećena joj je barcelonska katedrala.

### Knjige
- Koledar svih svetaca i svetica božjih ili životi svetaca za sve dneve godišta i sve godišnje svetkovine pomične i nepomične i potpuni privod rimskoga martirologija. Narodna tiskara. Split. 1838
- Blazović, Augustin. 1966. Sveci u crikevnom ljetu. I. dio. Beč

## Vanjske poveznice
Ostali projekti
|  | Zajednički poslužitelj ima još gradiva o temi Eulalija Barcelonska |